# Лук'янович Олександр Андрійович
Олександр Андрійович Лук'янович (* 1803 — † 1879) — український відставний майор, поміщик, предводитель дворянства Миргородського повіту Полтавської губернії. Знайомець Тараса Шевченка.

## Взаємини Тараса Шевченка з родиною Лук'яновичів
Тарас Шевченко познайомився з Олександром Лук'яновичем через його старшого брата — Миколая Андрійовича Лук'яновича, чиновника департаменту гірничих і соляних справ, який теж займався літературною творчістю та друкувався у петербурзьких журналах.
Олександр Андрійович був полтавським поміщиком, проживав взимку в столиці, а на літо виїздив до себе в маєток на Миргородщину. Як і його старший брат, Олександр був людиною освіченою, знався з багатьма літераторами і художниками Петербурга, зокрема з М. Гоголем.
Досить швидко, Шевченко та Олександр Лук'янович, стали близькими приятелями.
Дізнавшись на початку 1845 року про наміри Шевченка їхати на Україну, Олександр Лук'янович пропонує йому разом з ним здійснити цю мандрівку, позаяк у березні він повертається на Полтавщину.
Більше того, О.Лук‘янович запрошує Тараса Григоровича пожити у своєму миргородському маєтку та намалювати портрети членів його сім‘ї, на що Шевченко радо погодився.
За тижні спільної мандрівки Олександр Лук'янович і Т.Шевченко ще більше перейнялися повагою один до одного, хоча Лук‘янович був на десять років старший від поета.
Так, у березні 1845 року Т. Г. Шевченко опинився на Миргородщині, в родині Олександра Лук'яновича.
Він працював над портретами, познайомився з Андрієм Федоровичем Лук'яновичем, відставним генералом, батьком Миколи і Олександра, близьким знайомцем І. П. Котляревського.
Перебування на Полтавщині, в тому числі і в селі Андрія Федоровича Лук'яновича Шедієве, Т. Шевченко використав для підготовки матеріалів для альбому «Живописна Україна».
У маєтку Олександра Лук'яновича, селі Мар'янському Миргородського повіту, Полтавської губернії, Шевченко побував навесні та восени 1845 року.
Тут Шевченко написав поеми «Єретик», «Сліпий», вірш «Стоїть в селі Суботові», намалював кілька портретів, з яких зберігся тільки портрет Олександра Лук'яновича.
Про перебування Шевченка у селі Мар'янському свідчить його лист своєму другові Якову Кухаренку:
«Я сьогодня Петербург покидаю… Отамане, пиши, коли матимеш час… в Миргородський повіт, в село Мариенское. На ім'я Александра Андреевича Лукьяновича с передачею щирому твоєму Шевченкові»,
а також його підпис під поемами «Сліпий» та «Єретик» (1845).
За спогадами А. Татарчука, кухаря Лук'яновича, записаними В. Беренштамом, «поміщик запросив до себе Шевченка як живописця для виконання портретів усіх членів своєї родини».

## Портрет Олександра Лук'яновича
Полотно, олія (67 × 53,5). [с. Мар'їнське]. [X 1845].
Попередні місця збереження:
Миргородський краєзнавчий музей,  Галерея картин Т. Г. Шевченка (Харків).
Зараз картина зберігається в  Національному музеї Тараса Шевченка.
На думку мистецтвознавця:
«Художник зосередив увагу на обличчі. За допомогою світлотіні, поєднання трьох кольорів митець передав на полотні душевний стан відставного майора, що немов відгородився від глядача, замкнувся в самому собі».